# Leptodactylus plaumanni
Leptodactylus plaumanni là một loài ếch thuộc họ Leptodactylidae.
Loài này có ở Argentina, Brasil, và có thể cả Paraguay.
Môi trường sống tự nhiên của chúng là rừng ẩm vùng đất thấp nhiệt đới hoặc cận nhiệt đới, xavan ẩm, đồng cỏ nhiệt đới hoặc cận nhiệt đới vùng ngập nước hoặc lụt theo mùa, đầm nước ngọt có nước theo mùa, vùng đồng cỏ, vườn nông thôn, và rừng trước đây suy thoái nghiêm trọng.
Chúng hiện đang bị đe dọa vì mất môi trường sống.